# Brian Ching
Brian Ching (* 24. Mai 1978 in Haleʻiwa, Hawaii) ist ein ehemaliger US-amerikanischer Fußballspieler und heutiger -funktionär. Der Mittelstürmer war zudem der erste Hawaiier, der in der MLS zum Einsatz kam und ein Fußballländerspiel für die USA absolvierte.

## Karriere

### Spieler
Ching begann das Fußballspielen im Alter von sieben Jahren und schloss sich in seiner Heimat den dortigen Honolulu Bulls an. Mit der Unterstützung seiner Mutter, die ihn in seiner frühen Jugend als Trainerin betreute, spielte Ching dann auf diversen Turnieren auf dem US-amerikanischen Festland und wurde dabei von dem Trainer der Universitätsmannschaft der Gonzaga University entdeckt. In Spokane, Washington führte er sein Team zu zwei Meistertiteln in der „West Coast Conference“ und während seiner Zeit zwischen 1996 und 2000 gelangen ihm insgesamt 34 Tore und 23 Assists, wobei er aufgrund einer schweren Meniskusverletzung und der daraus folgenden Operation am rechten Knie in der kompletten Saison des Jahres 1998 pausieren musste. Zeitweilig agierte er während seiner Ausbildung zudem für den Verein Spokane Shadow in der Amateurliga USL Premier Development League (PDL).
Im Jahr 2001 wechselte er über das Draftsystem der MLS als auf der 16. Position eingestufter Spieler zu LA Galaxy in die US-amerikanische Profiliga. Dort kam er in acht Spielen, davon zwei Play-off-Begegnungen, zum Einsatz und erzielte einen Treffer. Er wurde dann im Jahr 2002 an die Seattle Sounders abgegeben, die in der A-League, einer zweitklassigen Liga in den Vereinigten Staaten, spielten und Ching bereits während seiner Zeit in Los Angeles auf Leihbasis eingesetzt hatten. Er wurde in Seattle zum zweitbesten Torschützen der gesamten Liga und in die Mannschaft der Saison gewählt.
Ching verließ daraufhin die A-League wieder und über eine zusätzlich eingerichtete Draft-Runde im Februar 2003 sicherte sich der Verein San José Earthquakes die Dienste des Stürmers. Nachdem sich Dwayne De Rosario in der Saisonvorbereitung eine schwere Knieverletzung zugezogen hatte, stand Ching dann unmittelbar in der Startformation seines neuen Vereins. Dort etablierte er sich fortan, kam im Mai sogar gegen Wales im heimischen Spartan Stadium zu seinem ersten Länderspiel, bis er sich im August 2003 die Achillessehne riss und dadurch für den Rest der Saison ausfiel und damit auch die entscheidende Phase verpasste, als sein Verein die Meisterschaft gewann. Im Jahr 2004 erarbeitete er sich seine Position in der Startelf zurück und schoss in der Saison 12 Tore, wodurch er – gemeinsam mit Eddie Johnson – zum Torschützenkönig wurde. Er erhielt die Auszeichnung für das beste Comeback des Jahres („MLS Comeback Player of the Year“) und wurde in die beste Elf der Liga dieser Spielzeit (MLS Best XI) gewählt. In der Nationalmannschaft wurde Ching häufig in Qualifikationsspielen zur WM 2006 eingesetzt. Bei seinen vier Spielen für die Vereinigten Staaten im Jahr 2004 insgesamt schoss er bei seinen drei Pflichtspielen jeweils ein Tor gegen Jamaika und El Salvador.

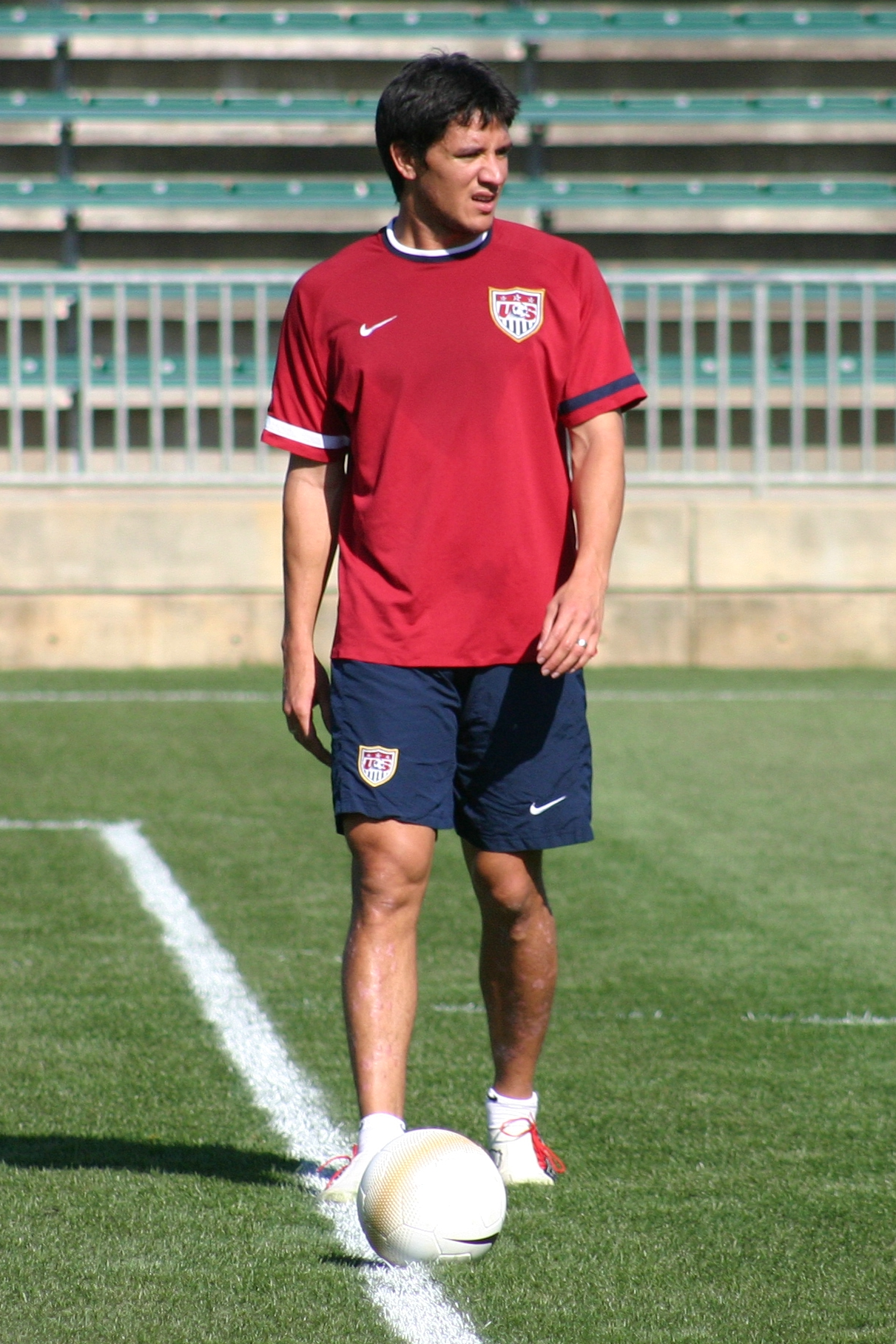
Ching beim Training mit der US-Nationalmannschaft (2006)

Im Jahr 2005 erzielte er für die Earthquakes in 16 Spielen sieben Tore, zog sich jedoch im Mai in einem Spiel gegen den FC Dallas eine Verletzung an der Achillessehne zu, die ihn zwischenzeitlich zu längeren Pausen zwang. In der Elf von Bruce Arena kam er weiterhin zu sechs Spielen, darunter drei Qualifikationspartien.
Nach insgesamt 25 Toren für San José folgte Ching, gemeinsam mit seinen Mannschaftskameraden der Earthquakes, seinem nach Houston umgezogenen und in „Houston Dynamo“ umbenannten und neu gegründeten Verein. Dort schoss er in dem ersten Spiel von Dynamo gegen die Colorado Rapids am 2. April 2006 vier Tore, was vorher nur sechs weiteren Spielern in der Geschichte der MLS gelungen war.
Im selben Jahr konnte er schließlich mit seiner Mannschaft den Titel in der MLS, den MLS-Cup, gewinnen und bekam nach der Saison die Auszeichnung für das schönste Tor des Jahres verliehen.
Beim MLS Expansion Draft 2011 wurde er von Montreal Impact gedraftet. Nachdem er einen Monat mit den Kanadiern trainiert hatte, kehrte er im Februar 2012 zu Houston zurück und beendete im Jahr 2013 schließlich seine aktive Spielerkarriere.

### Funktionär
Im Dezember 2013 wurde Ching als erster Manager der neugegründeten Frauenfußball-Franchise Houston Dash vorgestellt, die ab der Saison 2014 in der National Women’s Soccer League antreten wird.

## Erfolge
- Lamar-Hunt-U.S.-Open-Cup-Sieger: 2001
- MLS Supporters’ Shield: 2005
- MLS-Cup-Sieger: 2003, 2006, 2007